# انورآباد (فنوج)
انورآباد، روستایی در دهستان مسکوتان بخش مرکزی شهرستان فنوج استان سیستان و بلوچستان ایران است.

## جمعیت
بر پایه سرشماری عمومی نفوس و مسکن در سال ۱۳۹۵، جمعیت این روستا برابر با ۳۷۹ نفر (۸۳ خانوار) بوده‌است.